# Barbados nos Jogos Olímpicos de Verão de 1972
Barbados participou dos Jogos Olímpicos de Verão de 1972 em Munique, Alemanha Ocidental.

## Resultados por Evento

### Atletismo
Competição Masculina
- Caspar Springer
- Clifford Brooks

Competição Feminina
- Marcia Trotman
- Barbara Bishop
- Lorna Forde
- Heather Gooding
- Freida Nicholls-Davy

### Ciclismo

#### Competição de Estrada
Estrada individual masculino
- Kensley Reece — não terminou (→ sem classificação)
- Hector Edwards — não terminou (→ sem classificação)
- Orlando Bates — não terminou (→ sem classificação)

#### Competição de Pista
1km contra o relógio masculino
- Hector Edwards
  - Final — não terminou (→ sem classificação)

### Halterofilismo
- Anthony Phillips

### Tiro
- Milton Tucker
- Carvour Morris